# Придніпровський економічний район
Придніпро́вський економі́чний райо́н — економічний район України, до якого входять Дніпропетровська та Запорізька області. Це другий район після Донецького за обсягом виробництва промислової продукції (разом з останнім — 33 % промислової продукції держави).

## Природні умови та ресурси
Клімат — помірно континентальний. Ґрунтово-кліматичні умови сприяють розвитку сільського господарства, а родовища корисних копалин — розвитку промисловості.
За рівнем концентрації і різноманітності природних ресурсів район посідає перше місце в Україні. В районі зосереджено 80 % загальних запасів бурого вугілля (Дніпровський буровугільний басейн), чверть запасів кам'яного вугілля (Західний Донбас), 80 % залізної руди (Криворізький та Білозерський залізорудні басейни), значні запаси руд кольорових металів, каоліну, вогнетривких глин, рідкісних металів.

## Населення
Придніпров'я є густозаселеним районом України. Густота населення — 93 осіб/км² (у Дніпропетровській області — 106 осіб/км², у Запорізькій — 67 осіб/км²).
Коефіцієнт народжуваності у районі — один з найнижчих у державі — 9,8 %, коефіцієнт смертності — 17,5 %, природний приріст — -7,7 %.
У віковій структурі переважає населення працездатного віку (57,5 %). За останні роки спостерігається тенденція до зростання кількості осіб, старших від працездатного віку та зменшення частки дітей (відповідно 19,4 % і 22,3 %).
Понад три четвертих населення району проживає в міських поселеннях. Вони утворюють міські агломерації, які виникли на базі обласних та внутрішньообласних центрів.

## Господарство
У Придніпров'ї поєднується розвиток важкої індустрії та харчової промисловості.

### Провідні галузі
Провідними галузями є такі:
- чорна та кольорова металургія,
- машинобудування,
- хімічна промисловість,
- електроенергетика.

Важливе значення має також харчова, легка, промисловість будівельних матеріалів.

### Сільське господарство
Сільське господарство Придніпров'я виробляє 20 % виробництва пшениці, 25 % — кукурудзи, 35 % — соняшнику, 14 % — овочів, 14 % — м'яса, 15 % — молока, 20 % — вовни від загальнодержавного.

### Промислові вузли
Сформовані такі промислові вузли:
- Дніпровський (чорна металургія, машинобудування, хімічна промисловість, легка, меблева та будівельних матеріалів);
- Запорізький (чорна та кольорова металургія, машинобудування, електроенергетика, хімічна промисловість, сільське господарство);
- Криворізький (чорна металургія, видобуток та збагачення залізних та уранових руд, машинобудування, хімічна промисловість, електроенергетика, сільське господарство, будівельні матеріали, легка промисловість, харчова).

Іде процес формування ряду інших промислових вузлів. Екологічна ситуація є однією з найгостріших проблем у регіоні.

## Транспорт
У Придніпров'ї розвинені всі види транспорту. Через регіон з'єднується Криворізький басейн з Донбасом, СНД, портами Чорного і Азовського морів. Це пов'язано з матеріаломісткістю виробництва і масовістю перевезень. За щільністю залізничних шляхів район поступається тільки Донецькому соціально-економічному району. Важлива роль відокремлюється таким залізницям Харків-Запоріжжя-Мелітополь-Крим, Кривий Ріг-Запоріжжя-Волноваха. Основні залізничні вузли району — Апостолове, П'ятихатки, Запоріжжя. У різних напрямках область перетинають трубопроводи (переважно газопроводи)

## Економічні зв'язки
Експортується продукція гірничорудної, металургійної промисловості, машинобудування, будівельних матеріалів, сільськогосподарська продукція, вугілля, нафтопродукти, боксити, ліс, текстиль у інші регіони, СНД, країни Європи, Азії, Африки.